# Toonafstand
Onder toonafstand wordt in de muziektheorie de afstand verstaan tussen twee opeenvolgende tonen in een diatonische toonladder. De opeenvolgende toonafstanden of intervallen in een diatonische toonladder zijn te onderscheiden in hele en halve toonafstanden waarvan de precieze verhouding van de toonhoogten nog afhangt van de gekozen stemming alsook in sommige stemmingen van de beschouwde tonen. In de praktische muziekbeoefening zegt men dikwijls kortweg hele toon en halve toon in plaats van hele of halve toonafstand.
In de gebruikelijke  majeurtoonladder (grotetertstoonladder) zijn de toonafstanden opeenvolgend twee hele, een halve, drie hele en tot slot een halve toonafstand. In niet-diatonische toonladders kunnen ook andere dan hele of halve toonafstanden voorkomen: 'anderhalve' toonafstanden in de zigeunertoonladders en kwarttonen en microtonen in diverse andere systemen.
| toon    | do | do | re | re | mi | mi | fa | fa | so | so | la | la | si | si | do | do |
| afstand |    | 1  | 1  | 1  | 1  | ½  | ½  | 1  | 1  | 1  | 1  | 1  | 1  | ½  | ½  |    |
In de gelijkzwevende stemming zijn alle hele toonafstanden aan elkaar gelijk en zijn  de halve toonafstanden ook de helft van een hele toonafstand. Een octaaf is in die stemming verdeeld in 1200 cents, met vijf hele toonafstanden van elk 200 cents en twee halve toonafstanden van elk 100 cents.
In andere stemmingen kunnen de hele toonafstanden ook onderling nog enigszins verschillen, evenals de halve. Zo komen in de reine stemming hele toonafstanden voor met verhoudingen 8:9 en 9:10. De twee halve toonafstanden zijn wel aan elkaar gelijk en hebben de verhouding 15:16. 

## Hele toonafstand
Een hele toonafstand komt in principe overeen met een grote secunde. In de reine stemming zijn er twee varianten: de grote hele toonafstand, met de verhouding 8:9, zoals tussen C en D, en de kleine hele toonafstand met de verhouding 9:10, zoals tussen D en E.

## Halve toonafstand
Behalve de diatonische halve toonafstand, de afstand tussen bijvoorbeeld E en F, maar ook tussen C en Des, en tussen Ais en B, bestaat ook de chromatische halve toonafstand, de afstand tussen een toon en een chromatische verhoging daarvan. Voorbeelden daarvan zijn de afstanden tussen C en Cis, tussen Cis en Cisis, tussen As en A, etc.